# Sherman Silver Purchase Act
La Sherman Silver Purchase Act (ley Sherman de compra de plata) es una ley federal votada por el Congreso de los Estados Unidos en 1890 para intentar relanzar la economía y generar algo de inflación. La ley fue promulgada el 14 de julio de 1890.
La medida no autorizó la acuñación libre e ilimitada de plata que pretendían los partidarios del movimiento por la Plata Libre; sin embargo, aumentó la cantidad de plata que el gobierno debía comprar mensualmente de forma recurrente a 4.5 millones de onzas. La Ley Sherman de Compra de Plata se aprobó en respuesta a las crecientes quejas de los intereses de los agricultores y mineros. Los agricultores tenían inmensas deudas que no podían pagar debido a la deflación, e instaron al gobierno a aprobar la Ley Sherman de Compra de Plata para impulsar la economía y provocar inflación, permitiéndoles pagar sus deudas con dólares más baratos. Las compañías mineras, por su parte, habían extraído grandes cantidades de plata de las minas del oeste; el exceso de oferta resultante hizo bajar el precio de su producto, a menudo por debajo del punto en el que la plata podía extraerse de forma rentable. Esperaban conseguir que con esta ley el gobierno aumentara la demanda de plata.

## Historia
La producción americana de plata había inundado el mercado mundial debido a la apertura de múltiples pequeñas minas artesanales por todo el oeste norteamericano. En la estela de las leyes que favorecían la conquista del Oeste, el gobierno favoreció la libre acuñación de moneda, es decir, una persona podía llevar a la fábrica de moneda la plata y se le devolvía el equivalente en peso en forma de moneda. 
Como consecuencia, el metal fue muy abundante y su valor cayó con fuerza. De hecho, muchas monedas valían mucho menos en plata que su valor oficial. El Congreso quería limitar la acuñación, pero al mismo tiempo se le exigió al gobierno que comprara más plata. El congreso de los Estados Unidos votó ese mismo año una ley que instituía las tarifas aduaneras, la McKincley Act, que trajo consigo una subida de la inflación. No obstante, la combinación de estas dos leyes creó tal inflación que contribuyó al pánico de 1893.
Esta ley fue votada para relanzar el crecimiento con las vistas puestas en los granjeros del Viejo Oeste, muy endeudados por las sequías y los propietarios de minas. Seguía la estela de la Bland-Allison Act que obligaba al Tesoro Americano a comprar cada mes 2 millones de dólares en plata para acuñar moneda. Con esta nueva ley, la obligación no era mayor en dólares, sino en volumen ya que el gobierno debía comprar 4,5 millones de onzas de plata todos los meses. 
Bajo esta ley, el gobierno federal de los EE. UU. compró millones de onzas de plata, con emisiones de papel moneda. Se convirtió en el segundo mayor comprador de plata del mundo, después de la Corona británica en la India, donde la rupia india estaba respaldada por plata en lugar de oro. Además de los 2 a 4 millones de dólares que había exigido la Ley Bland-Allison de 1878, el gobierno de EE. UU. debía ahora comprar 4,5 millones de onzas adicionales de lingotes de plata cada mes. La ley exigía que el Tesoro comprara la plata con una emisión especial de billetes del Tesoro (o Billetes de Moneda) que podían canjearse por plata u oro. La ley de Gresham entró en juego entonces: La moneda artificialmente sobrevalorada (es decir, la plata) sacó de circulación a la moneda artificialmente infravalorada (es decir, el oro). En los mercados de metales, la plata valía menos que el tipo de cambio legal del gobierno para la plata frente al oro. Así que los inversores empezaron a comprar plata, luego la cambiaban en el Tesoro por dólares de oro y luego vendieron estos dólares de oro en el mercado de metales por más de lo que habían pagado por la plata. Se llevaban así los beneficios de la transacción y compraban más plata, acción que repitieron una y otra vez, lo que supuso una fuerte caída de las reservas del gobierno. Finalmente, cuando estalló el Pánico de 1893, el presidente Grover Cleveland anuló la ley el 1 de noviembre de 1893 para evitar que el Estado se quedara sin reservas de oro.
En 1890, el precio de la plata bajó a 1,16 dólares la onza. Para finales de ese año, había caído ya a 0,69 dólares. En diciembre de 1894, el precio había bajado a 0,60 dólares. El 1 de noviembre de 1895, las fábricas de moneda de los EE. UU. interrumpieron la producción de monedas de plata y el gobierno cerró la Casa de la Moneda de Carson City. Los bancos desaconsejaron el uso de dólares de plata. De hecho, los años 1893-95 tuvieron las producciones más bajas de dólares Morgan de toda la serie, creando varias monedas escasas.